# 救世军北队
救世军北队是救世军在中国北京于20世纪上半叶建立的8座教堂之一，位于西城区德胜门内鼓楼西大街217号。1950年代关闭。1980年代列为普查登记在册文物。